# GE BB40-8M
A GE BB40-8M é uma locomotiva diesel-elétrica de oito eixos e 4.100 hp de potência produzida pela GE Transportation para a Estrada de Ferro Vitória a Minas, no Brasil.
A locomotiva foi fabricada totalmente do zero, usando como base a estrutura da GE C40-8, sua antecessora com truques de seis eixos, tendo como as mudanças visíveis seu estrado e corpo alongados e a adaptação de dois pares de truques tipo B modificados para bitola métrica, unidos por uma travessa central chamada span-bolster, totalizando oito eixos, dando mais capacidade de aderência e maior capacidade de tração, já que a energia do alternador é uniformemente distribuída para os oito motores de tração nos truques.

## No Brasil
No Brasil hoje são utilizadas principalmente para transporte de minério de ferro na Estrada de Ferro Vitória a Minas (EFVM) e ocasionamente tracionam os trens de passageiros operados pela Vale de Belo Horizonte-MG a Vitória-ES e de São Luís-MA a Parauapebas-PA. A frota de BB40-8M da Vale foi reformada e modernizada pela Wabtec em 2023, sendo rebatizadas como BB40-9M ou Dash-9M.